# Zorgvastgoed
Zorgvastgoed is onroerend goed dat specifiek is bestemd voor het leveren van zorg- en welzijnsdiensten. Het omvat gebouwen en voorzieningen die direct verbonden zijn aan wonen en zorg, zoals woonzorgcomplexen, verpleeghuizen, verzorgingshuizen, seniorenwoningen en medische centra. Deze vastgoedcategorie wordt vaak gekenmerkt door relatief lange huurcontracten en een stabiele bezettingsgraad, mede door demografische ontwikkelingen zoals vergrijzing en een toenemende zorgvraag.

## Typen zorgvastgoed
Er zijn verschillende categorieën zorgvastgoed:
- Intramurale zorgvoorzieningen – gebouwen waarin bewoners 24-uurszorg ontvangen, zoals verpleeghuizen en andere zorginstellingen.
- Extramurale zorgvoorzieningen – locaties waar cliënten zorg ontvangen zonder er permanent te wonen, zoals dagbestedingslocaties en wijkgezondheidscentra.
- Seniorenhuisvesting – wooncomplexen voor ouderen, al dan niet met aanvullende zorgdiensten (bijv. serviceflats, aanleunwoningen).
- Medisch vastgoed – panden voor eerstelijns en tweedelijns zorg, zoals huisartsenposten, poliklinieken, tandartspraktijken en revalidatiecentra.

## Gebruik en functies
Zorgvastgoed heeft zowel een maatschappelijke als een economische functie. Maatschappelijk draagt het bij aan het voorzien in de zorgbehoefte van kwetsbare groepen, waaronder ouderen en mensen met een beperking. Economisch wordt het vaak beschouwd als een relatief stabiele beleggingscategorie vanwege lange huurcontracten, hoge bezettingsgraad en structurele vraag.

## Marktontwikkelingen
De vraag naar zorgvastgoed neemt toe door de vergrijzing en beleidsmatige aandacht voor langer zelfstandig wonen. Het CBS verwacht dat het aandeel Nederlanders van 65 jaar en ouder stijgt naar 25% in 2040, terwijl het aantal 80-plussers tot 2070 verdrievoudigt. Zowel institutionele partijen (zoals pensioenfondsen) als particuliere beleggers investeren in deze sector. Hervormingen in de langdurige zorg en stimulering van thuiszorg beïnvloeden de ontwikkeling, exploitatie en ruimtelijke inpassing van zorgvoorzieningen.

## Nederland

### Geschiedenis
Het begrip zorgvastgoed ontwikkelde zich in Nederland in de tweede helft van de 20e eeuw, parallel aan de uitbreiding van de gezondheidszorg en ouderenzorg. De invoering van de Algemene Wet Bijzondere Ziektekosten (AWBZ) in 1968 maakte grootschalige financiering van intramurale zorgvoorzieningen mogelijk.
Vanaf de jaren 90 en vooral na de invoering van de Wet langdurige zorg (Wlz) in 2015 verschoof de nadruk naar extramurale zorg en het langer zelfstandig wonen van ouderen. Dit leidde tot nieuwe typen voorzieningen zoals geclusterde seniorenwoningen en eerstelijns gezondheidscentra.

### Wettelijk kader
Zorgvastgoed valt onder het algemene vastgoedbegrip zoals omschreven in het Burgerlijk Wetboek. De bestemming (zorgverlening) wordt normaliter vastgelegd in het gemeentelijke bestemmingsplan. Voor specifieke functies gelden aanvullende vergunningen en kwaliteitsnormen, onder andere via de Wlz en de Wmo. Ook bouwkundige eisen, zoals die uit het Bouwbesluit 2012, zijn van toepassing op ontwerp en veiligheid.

## Internationaal perspectief
In verschillende Europese landen, waaronder Duitsland, het Verenigd Koninkrijk en de Scandinavische landen, zijn vergelijkbare trends zichtbaar. De stijgende levensverwachting en vergrijzing leiden tot groei in zowel intramurale als extramurale voorzieningen. Verschillen tussen landen liggen onder meer in financieringsmodellen, mate van private deelname en wettelijke kaders.